# 森本慎太郎
森本慎太郎（日语：／ Morimoto Shintaro，1997年7月15日—）是傑尼斯事務所旗下組合「SixTONES」的成員，於2020年1月22日正式發行單曲出道。石川县金澤市出生，神奈川縣横滨市出身。身高175cm。哥哥是同事務所旗下組合Hey! Say! JUMP的前成員森本龍太郎。

## 簡歷
2006年，小學三年級的他被強尼·喜多川邀請加入傑尼斯事務所，並沒有參加甄選。
2007年在日本武道館舉行的Johnny's Jr.演唱會上與中島裕翔、山田涼介、知念侑李、森本龍太郎、京本大我作為J.J.Express的弟組成員開始活躍。
2009年通過《雪地王子：禁戀的旋律》的甄選，初次主演電影。他説主角原田草太和自己有著完全不同的性格及成長環境，演起來十分困難，但與他唯一相似的一件事是開朗而充滿活力。該片於2009年10月15日在比利時的安特衛普舉辦全球試映會，慎太郎也遠赴當地。他表示：「我第一次岀國，心跳得很快。試映會上大家又笑又哭，還給了很多掌聲，讓我對這部作品充滿了自信。」因為主演《雪地王子：禁戀的旋律》的關係，慎太郎成了比利時佛蘭德斯政府觀光局的友好大使，因此他在記者會上大力宣傳當地，「比利時是個很美的國家，食物也非常美味」。和慎太郎一起出席此次全球試映會的還有當時在傑尼斯後輩中備受力捧的中山優馬，兩人還一齊登台宣傳電影。中山優馬表示，自己是作為慎太郎的哥哥來支持的。同年11月1日，慎太郎被委任為雪地王子合唱團的隊長。雪地王子合唱團是一個活動至2010年1月左右的限定組合，由11位成員組成，12月2日CD岀道。電影上映時在蠟筆小新特別節目中擔任《雪地王子：禁戀的旋律》原田草太的配音。他在訪問中表示：「最初真的很緊張，但小新的聲音和台詞很有趣，令我的緊張紓緩了，變得容易演繹了。我每週都有看蠟筆小新，幼稚園的時候被人稱為慎ちゃん，和新ちゃん一樣都是しんちゃん，對doubleしんちゃん共演感到非常高興。」
2012年，在電視劇私立馬鹿蘭高校中飾演主角櫻木達也。同年9月8、9日與一同演出該劇的Jr.傑西、松村北斗、京本大我、田中樹及高地優吾一起在Johnny's Dome Theatre~SUMMARY2012~上表演，這是六人和強尼·喜多川面談後實現的組合，簡稱バカレア組。
2015年5月1日，在舞台劇「傑尼斯銀座2015」上公佈與深夜劇私立馬鹿蘭高校的另外五位參演者傑西、松村北斗、京本大我、田中樹及高地優吾組成新組合「SixTONES」。
2016年春天從堀越高等學校畢業。
2020年1月22日作為SixTONES的成員CD岀道。

### 興趣
擅長運動，在回答運動的問題時提到了足球、空手道、游泳、衝浪等，但初中時是加入體操俱樂部。在體操俱樂部期間參加了晨練，學會了地板、騎馬、跳馬和鐵棍等技術，尤其擅長地板。
12歲（2009年夏天）就學會空翻，是組合中的雜技擔當，經常在舞台上表演雜技，包括在2013年的“フレッシュジャニーズJr. IN 横浜アリーナ”、2014年的“ガムシャラSexy夏祭り!!”、2015年的“ガムシャラ！SUMMER STATION”上都有表演。
在空手道方面，小學二年級時連續兩次獲得關東錦標賽冠軍，並在全國錦標賽中晉升至第四名，甚至在與父親一同參加的錦標賽中也贏得親子組第三名。雖是黑帶持有者，但在第一次參加排練時就喜歡上跳舞，並停止了訓練。儘管有空手道經驗，但摔跤能力卻很弱。
2013年開始衝浪，喜歡短板。
除了體育運動也挑戰打鼓，在2016年的“ジャニーズ銀座 2016”上演奏“この星のHIKARI”，並在Sexy Zone成員菊池風磨2017年的演唱會“Summer Paradise 2017/風 is I?”上負責打鼓。
2019年12月27日考獲一級小型船舶駕駛執照。在岀道之前那段忙碌的時期仍然積極備考，獲得駕照的那一天有在Music Station Super Live演岀（日本時間21時至23時）。

## 参與演出
粗體字為主演

### 電視劇
- 考試之神（2007年7月14日 - 9月22日、日本電視台） - 飾演 西園寺忠嗣
- 野球少年（2008年4月3日 - 6月12日、NHK綜合） - 飾演 原田青波
- 吸血鬼男孩（2009年7月7日 - 9月8日、關西電視台） - 飾演 三浦将太
- 工作狂媽媽！（2009年9月23日、日本電視台） - 飾演 権俵咲
- 左眼偵探EYE 第四話（2010年2月13日、日本電視台） - 飾演 島田貴弘
- 私立馬鹿蘭高校（2012年4月14日 - 6月30日、日本電視台） - 主演・櫻木達也
- GTO（2012年7月3日 - 9月11日、關西電視台） - 飾演 村井國男
  - GTO 秋天鬼塚也暴走SP（2012年10月2日）
  - GTO 新年SP（2013年1月2日）
  - GTO 完結篇 鬼塚再見了!畢業SP（2013年4月2日）
- 幽靈女友（2013年4月9日 - 6月18日、關西電視台） - 飾演 根津亮介
- 一定要喜歡社團活動嗎？（2018年10月22日 - 12月25日、日本電視台）- 飾演 一色
- 監察醫 朝顏（2019年7月8日 - 9月23日、富士電視台） - 飾演 森本琢磨
  - 監察醫 朝顏2（2020年11月2日 - 3月22日）
- 武士助手逢坂君！（2021年7月27日 - 9月28日、日本電視台） - 飾演 緋村清人
- 難破MG5（2022年4月13日 - 6月22日、富士電視台） - 飾演 大丸大助
  - 難破MG5 特別編「全開バリバリでアリガト」編（2022年6月29日）
- 游吧！锦鲤（2022年7月19日 - 9月16日、日本電視台） - 主演・長谷川雅紀（渡邊大知雙主演）
- 浪漫偵探（2023年1月21日 - 2月11日、NHK綜合頻道） - 飾演 梅澤潤二
- 但是，還保有熱情（2023年4月9日 - 6月25日、日本電視台） - 主演・山里亮太（與 高橋海人〈King & Prince〉雙主演）[2]
- 那些照亮城市风景的人（2024年4月27日 - 6月29日、日本電視台） - 主演・竹野正義
- EYESEE～瞬間記憶搜查·柊班～（2025年1月21日 - 3月25日、富士電視台） - 飾演 穗村正吾

### 網路劇
- 森本刑警的叔叔监察日记（2020年11月2日 - 配信、FOD） - 主演・森本琢磨'

### 電影
- 冰雪王子Snow Prince-禁斷戀曲（2009年12月12日、松竹） - 主演・原田草太
- 劇場版 私立馬鹿蘭高校（2012年10月13日、Hakuhodo DY Music & Pictures） - 主演・櫻木達也
- 傑尼斯忍者來訪！通往未來的戰爭（2014年6月7日、松竹） - 飾 東之忍者・颯
- 電影版 少年們（2019年3月29日、松竹） - 飾 弘人
- 燃燒吧！劍（2020年5月22日、東宝） - 飾 市村鐵之助 ※因疫情延後至2021年10月15日上映）
- G-MEN（2023年8月25日，東映） - 飾 梅田真大
- 正体（2024年11月29日，松竹） - 飾 野々村和也

### 電視節目
- YOU們!（2006年10月 - 2007年9月、日本電視台）
- 少年俱樂部（2006年 - 現在、NHK-BS2・BShi）
- 御茶之水博士（2009年11月 - 2011年3月、TBS）
- モウソリスト（2013年10月 - 2014年9月、富士電視台）
- ガムシャラ!（2014年4月12日 - 2016年4月2日、朝日電視台）
- ザ!鉄腕!DASH!!（2019年12月 - 、日本電視台）

### 音楽番組
- ガムシャラJ’s Party !!（2014年5月3日 - 2015年2月28日、朝視頻道1）

### 情報番組
- ZIP!（2022年8月、日本テレビ） - 2022年8月度週替わり金曜パーソナリティー

### 電台
- らじらー!サタデー（2018年4月14日、NHK第一套广播）
- SixTONESのオールナイトニッポンサタデースペシャル（2020年4月4日、日本放送）

### 配音
- 蠟筆小新「スノープリンスだゾ」（2009年12月18日、朝日電視台） - 飾 原田草太

### CM
- 樂天「巧克力派」（2009年11月 - 2010年1月） - 飾 哥哥
- 31冰淇淋
  - コレ行っちゃう?篇（2013年4月27日 - 2013年5月9日）
  - これ行っちゃう?篇（2013年5月29日 - 2013年6月28日）
- YouTube「アーティストプロモキャンペーン」（2018年）
- mixi「怪物彈珠」（2019年）[3]
- NTTドコモ「新体感ライブ」キャンペーンキャラクター（2019年）[4]
- 7-Eleven「VSコラボキャンペーン」（2019年）[5]
- WEGO
  - 「WEGO×SixTONESコラボキャンペーン」（2020年）[6]
  - 「WEGO ’20AUTUMNキャンペーン」（2020年10月16日 - 31日）[7][8]
  - 「WEGO クリスマスキャンペーン」（2020年12月1日 - 25日）[9]
- 養樂多「Joie」（2020年）[10]
- 日本火腿
  - 「プルドポーク」（2021年5月14日 - ） - 與 傑西雙共演
  - 「SCHAU ESSEN」（2022年11月11日 - ） - 與 傑西雙共演

### 舞台
- 瀧澤演舞城 2007（2007年7月3日 - 2007年7月29日、新橋演舞場）
- DREAM BOYS（2007年）（2007年9月5日 - 2007年9月30日、帝國劇場）飾 ユウキ
  - DREAM BOYS（2008年3月4日 - 2008年3月30日、帝国劇場） - 飾 
  - DREAM BOYS（2023年9月9日 - 28日、帝国劇場） - 飾
- PLAYZONE FINAL 1986-2008〜SHOW TIME Hit Series〜 Change（2008年7月6日 - 2008年8月31日、青山劇場）
- SUMMARY（2008年8月2日 - 2008年9月5日、御台場・青海 J地區特設會場「Johnnys Theater」）
  - SUMMARY（2010年7月19日 - 2010年8月29日）
  - SUMMARY（2011年8月7日 - 2011年9月25日）
- PLAYZONE2010〜ROAD TO PLAYZONE〜（2010年7月9日 - 8月1日、青山劇場） 飾 辛格
- Johnny's Dome Theatre 〜SUMMARY2012〜（2012年9月8日 - 9日、Tokyo Dome City Hall）
- Live House ジャニーズ銀座（2013年4月29日・30日・5月11日・25日・31日〔noon boyz + ジャニーズJr〈〈Part1〉〉〕、5月12日・5月26日〔松島聡 / マリウス葉 + Sexy Boyz + ジャニーズJr.〈〈Part〉〉〕、Theatre Creation）[11]
- ANOTHER（2013年9月4日 - 28日、日生劇場）[12]
- ジャニーズ銀座 2014〔ジャニーズJr.〈Part1 & Part2〉〕（2014年5月9日 - 11日・28日・29日、シアタークリエ）[13][14]
  - ジャニーズ銀座2015〔出演者C〕（2015年4月30日・5月1日・3日・4日、シアタークリエ）[15][16]

### 演唱會
- 2007 謹賀新年 新年快樂 Johnny's Jr.大集合（2007年1月2日 - 7日、日本武道館）
- Johnny's Jr.的大冒険!'07 @Meridian（2007年8月15日 - 24日、Grand Pacific Le Daiba）
- JOHNNYS'Jr. Hey Say 07 in YOKOHAMA ARENA（2007年9月23日 - 24日、横濱體育館）
- 論壇新記錄!!Johnny's Jr.1日4公演！演唱會（2009年6月7日，東京國際論壇）
- 暑假Johnny's Jr. 全體人員集合（2009年8月18日，東京國際論壇）
- Hey! Say! 2010 TEN JUMP（2010年4月2日‐2010年5月16日）
- 年末Young東西歌合戦!東西Jr.選抜大集合2010!（2010年11月27日、NHK大厅）
- Freash Johnny's Jr. IN横濱體育館（2012年12月16日、横濱體育館）
- Live House 傑尼斯銀座[Part.1]（2013年5月10日 - 6月2日、Theater Creation）
- ガムシャラ J's Party!! Vol.2（2014年3月26日 - 28日、EX Theater六本木）
- Live House 傑尼斯銀座 2014（2014年5月9日・10日・11日Theater Creation）
- ガムシャラ J's Party!! Vol.4（2014年5月13日 - 14日、EX Theater六本木）
- ガムシャラSexy夏祭!![Team羅]（2014年7月31日、8月2日、4日 - 5日、7日 - 8日）
- ガムシャラ J's Party!! Vol.6（2014年12月17日 - 18日、EX Theater六本木）
- ガムシャラ J's Party!! Vol.7（2015年1月23日 - 1月26日、東京・EX Theater六本木）
- Johnny's 銀座 2015（2015年4月30日、5月1日、3日、4日、Theater Creation）[17][18]
- ガムシャラ! Summer Station [Team羅]（2015年7月25日、27日、29日、31日、8月7日、11日、12日、14日、EX Theater六本木）[19]
- サマステ ジャニーズキング〔永瀨廉・SixTONES・Travis Japan〕（2016年8月17日 - 25日、EX Theater六本木）[20]
- 小傑尼斯祭典（日语：ジャニーズJr.祭り）（2017年3月24日 - 26日、橫濱體育館 / 4月8日・9日、埼玉超級競技場 / 5月3日、大阪城展演廳）[21]
- サマステ 〜君たちが〜KING'S TREASURE（2017年8月1日 - 3日〔単独公演〕、8月11日 - 13日〔Snow Manと合同公演〕、EX Theater六本木）[22]
- お台場 踊り場 土日の遊び場（2017年12月9日・10日、東京・お台場特設会場 フジテレビ湾岸スタジオ内）[23]
- ジャニーズJr.祭り 2018（2018年2月23日 - 25日、大阪城展演廳 / 3月24日、27日〔合同公演〕・26日〔単独公演〕、横濱體育館）[24]
- Summer Paradise 2018（2018年7月28日 - 8月4日・28日・29日、TOKYO DOME CITY HALL]]）[25]
- ジャニーズJr.8・8祭り〜東京ドームから始まる〜（2019年8月8日、東京巨蛋）[26]

### 活動
- 職業棒球 樂天・歐力士野牛對戰 開球儀式（2009年9月26日）
- 「冰雪王子Snow Prince-禁斷戀曲」DVD銷售紀念活動（2010年8月31日）

### PV
- SMAP「Joy!!」（2013年） - 楽曲のコーラスにも参加している。

## 外部連結
- 傑尼斯事務所官網>SixTONES專頁 （页面存档备份，存于）
- SixTONES Official website（日語）
- 森本慎太郎在互联网电影资料库（IMDb）上的資料（英文）